# Леки крайцери тип „Констанцо Чано“
Констанцо Чано (на италиански: Constanzo Ciano) са серия леки крайцери на италианския флот планирани за построяване преди началото на Втората световна война. Всичко от проекта за флота са поръчани 2 единици: „Констанцо Чано“ (на италиански: Constanzo Ciano) и „Луиджи Рицо“ (на италиански: Luigi Rizzo). Проектът е разработен на базата на много успешните крайцери от типа „Дука дели Абруци“. Във военноморската литература са известни и като „Кондотиери F“ (Condottieri F). Всичко се предполага построяването на шест крайцера от този тип, със залагането на първите два през 1940 г. Във връзка с влизането на Италия във Втората световна война плановете за постройката са отменени. Командването на флота счита, че е по-важно да се ускори построяването на разрушители и торпедни катери.

## Конструкция
Командването на италианския флот е напълно удовлетворено от характеристиките на леките крайцери от типа „Дука дели Абруци“, които влезат в строй през 1937 г., ставайки първите пълноценни леки крайцери на флота и не отстъпващи по своите бойни качества на леките крайцери на водещите морски държави. За това възникват и планове за развитие на удачния проект. Всичко, според програмата за 1939 – 1940 г., са планирани за построяване шест леки крайцера. Основно те повтарят типа „Дука дели Абруци“. Дебелината на бронята на оръдейните кули на главния калибър и броневата палуба е незначително увеличена, надстройките имат малко по-различна форма. Главната особеност на крайцерите трябва да бъде замяната на остарелите 100-mm/47 зенитни оръдия с най-новите 90-mm/50 оръдия, поставени в еднооръдейни кули, стабилизирани по две равнини. Първоначалният проект предвижда оснащаването на крайцерите с новите 65-mm зенитни автомати, но тяхната недовършеност води до връщането към традиционните за флота 37-mm сдвоени зенитни оръдия. Освен това, за първи път на италиански крайцери, изначално се предвижда поставянето на 20-mm сдвоени зенитни автомати вместо традиционните голямокалибрени зенитни картечници. Предполага се снабдяването на крайцерите с един или два катапулта и носене на до четири хидросамолета.
Според някои данни, три от шестте нови крайцера са предназначавани за базиране в района на Червено море. Поради това за тях е планирано поставянето на комбинирана дизел-паротурбинна съдова енергетична установка. Дизели Fiat, с обща мощност 15 000 к.с., трябва да задвижват средния винт. Така се предполага обезпечаването на радиус на действие от базата в Сомалия до бреговете на Австралия. Също е планирано, за първи път във флота, крайцерите да имат подводна защита.